# Tokody Tibor
Tokody Tibor (Budapest, 1980. szeptember 1. –) magyar válogatott labdarúgó.

## Sikerei, díjai
Újpest:
Magyarkupa-győztes: 2002
Győri ETO
- Magyar bajnoki bronzérmes: 2008, 2010
- Magyar bajnok: 2013

## Statisztika

### Mérkőzései a válogatottban
| Magyarország | Magyarország       | Magyarország                  | Magyarország | Magyarország | Magyarország | Magyarország | Magyarország | Magyarország |
| #            | Dátum              | Helyszín                      | Hazai        | Eredmény     | Vendég       | Kiírás       | Gólok        | Esemény      |
| ------------ | ------------------ | ----------------------------- | ------------ | ------------ | ------------ | ------------ | ------------ | ------------ |
| 1.           | 2001. november 14. | Budapest, Megyeri úti Stadion | Magyarország | 5 – 0        | Macedónia    | barátságos   | 1            | 64' 65'      |
| 2.           | 2003. április 30.  | Budapest, Megyeri úti Stadion | Magyarország | 5 – 1        | Luxemburg    | barátságos   | -            | 46'          |
|              | Összesen           |                               |              | 2            | mérkőzés     |              | 1            | gól          |